# 土耳其LGBT權益
在土耳其，女同性恋、男同性恋、双性恋与跨性别者可能會面臨一些非LGBT群體不必面對的法律挑戰。同性性行為在奥斯曼帝国時代的1858年即合法化。而自1923年土耳其共和國成立以來，同性性行為亦一直合法。自1951年起，LGBT群體可依《日内瓦公约》在土耳其尋求庇護。然而，同性伴侶關係並未得到該國承認。自1988年起，變性在該國得以合法化。雖有對LGBT群體的反歧視保障提議，但該提議尚未合法化。与其他伊斯兰教国家一样，土耳其民眾對同性戀議題的態度普遍保守，LGBT群體近年在該國飽受歧視、骚扰甚至暴力。

## 历史

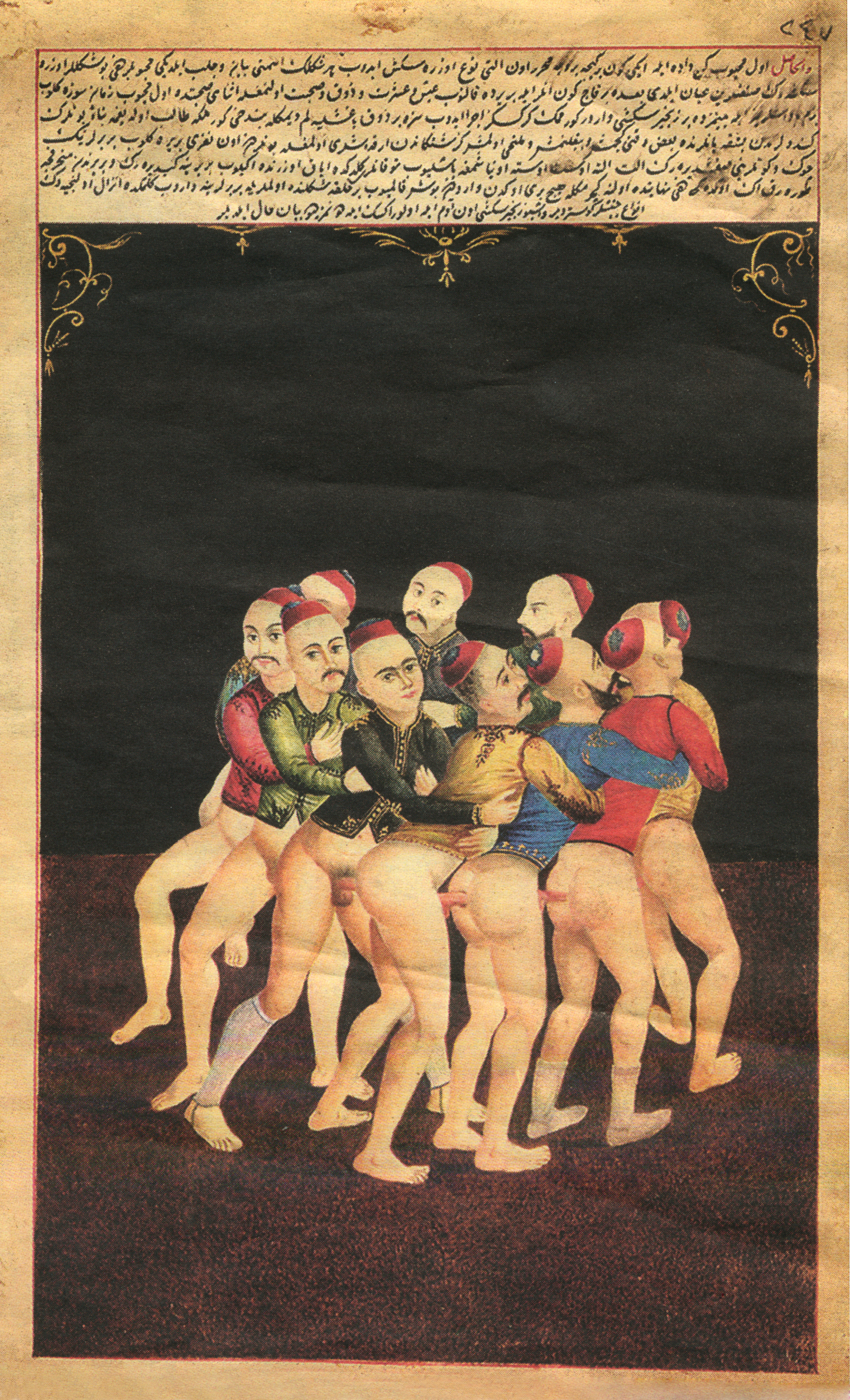
18世纪奥斯曼土耳其的一幅展示群交的作品

2018年6月，土耳其大使館與來自51個國家的大使簽署了一封支持波蘭LGBT權益的公開信。

## 概況
| 同性性行為合法                                         | （自1858年起）                            |
| 可發生性關係的法定年齡一致                             | （自1858年起）                            |
| 反歧視法執行（僱傭）                                   | （提議中）                                |
| 反歧視法適用於商品及服務法規                           | （提議中）                                |
| 反歧視法適用於所有其他領域（包括：間接歧視、仇恨言論） | 否                                        |
| 同性婚姻                                               | 否                                        |
| 承認同性間的伴侶關係                                   | （提議中）                                |
| 同性伴侶可收養繼子                                     | 否                                        |
| 同性伴侶可共同撫養                                     | 否                                        |
| LGBT群體可公開從軍服役                                 | （提議中）                                |
| 重新指定性別的法律程序                                 | （自1988年起）                            |
| 女同性戀進行體外受精之合法管道                         | 否                                        |
| 男同性戀者進行商業代孕                                 | （全體國民均不允許）                      |
| 允許男男性行为者（MSM）進行捐血                        | （土耳其紅新月不接受男男性行为者之血液）) |